# Socialismo Democrático (Chile)
Socialismo Democrático (SD) es una coalición política chilena de centroizquierda integrada por el Partido Socialista (PS), el Partido por la Democracia (PPD), el Partido Radical (PR) y el Partido Liberal (PL). La mayor parte de ellos pertenecieron a las extintas coaliciones de centroizquierda de la Concertación y la Nueva Mayoría, las cuales gobernaron en Chile entre los años 1990-2010 y 2014-2018, respectivamente.
Desde el 11 de marzo de 2022 integra la Alianza de Gobierno, que junto con el Frente Amplio (FA), el Partido Comunista (PCCh), la Federación Regionalista Verde Social (FRVS) y Acción Humanista (AH) agrupa a los partidos que sustentan la administración del presidente Gabriel Boric.

## Historia

### Fundación
El 20 de diciembre de 2021 los dirigentes de los partidos Socialista, Por la Democracia, Radical y Liberal, que durante ese año se agruparon en Nuevo Pacto Social, acordaron reunirse para conformar una nueva alianza política de centro-izquierda denominada «Socialismo Democrático» y que, por primera vez desde el retorno a la democracia en 1990, no incluiría al Partido Demócrata Cristiano.

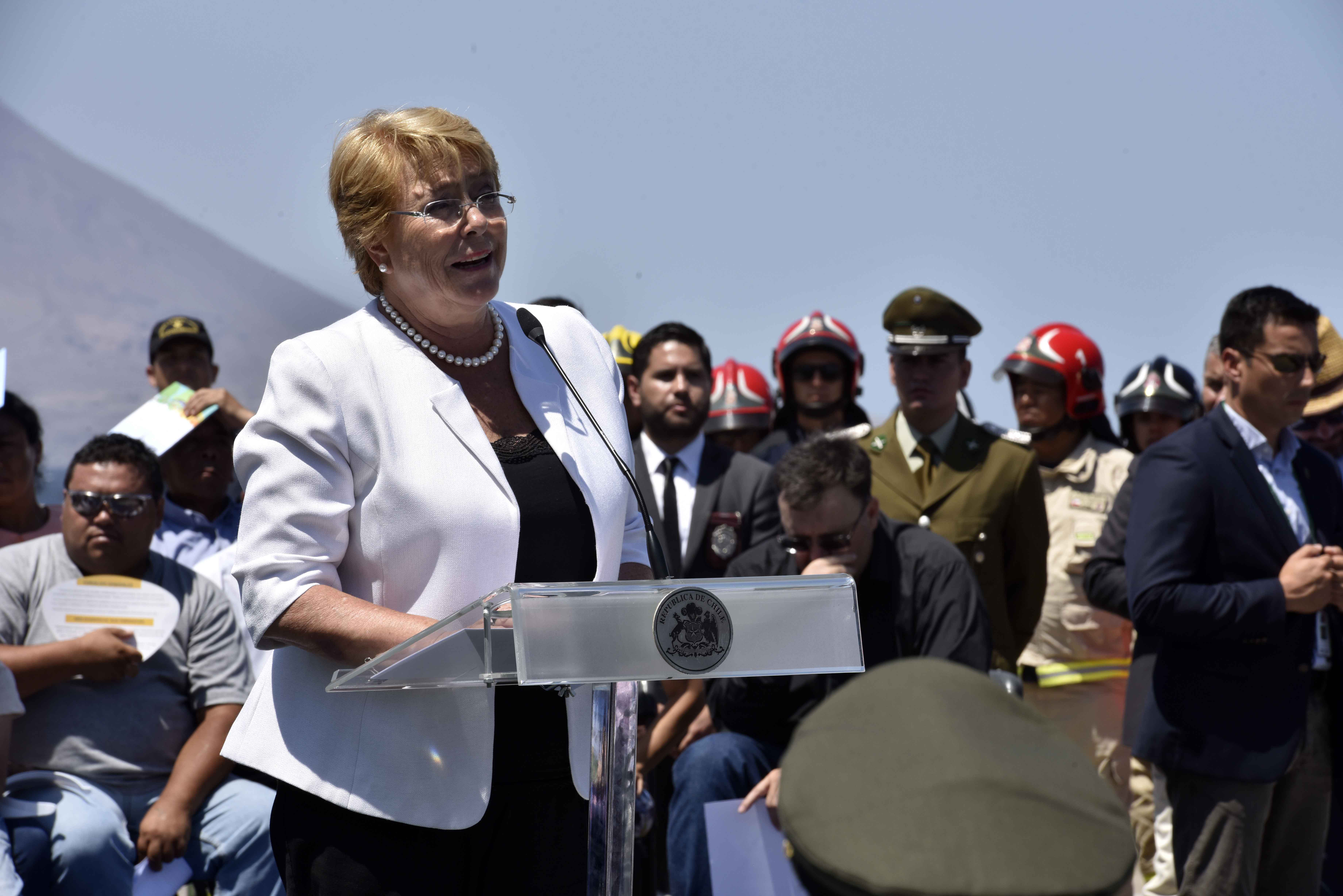
Michelle Bachelet, ex presidenta y uno de los principales referentes de la coalición.

El 20 de enero de 2022 el presidente electo de Chile, Gabriel Boric convocó a los timoneles Álvaro Elizalde (PS), Natalia Piergentili (PPD), Alberto Robles (PR) y Patricio Morales (PL) a su oficina. En la cita les confirmó que incluiría a los partidos que lideran de manera oficial en su gobierno, con al menos un representante en el equipo de ministros. Además, aseguró la participación de las fuerzas del bloque en el comité político junto a Apruebo Dignidad.
El 29 de enero del mismo año en la casona El Cañaveral, Apruebo Dignidad y Socialismo Democrático participaron de la primera reunión ampliada interministerial con miras a la instalación del gobierno el 11 de marzo de 2022.
El 6 de julio los partidos de la coalición inscribieron oficialmente un comando ante el Servel, denominado Socialismo Democrático por el Apruebo, con el fin de participar en la campaña del plebiscito constitucional del 4 de septiembre de 2022 donde terminó imponiéndose la opción Rechazo.

### Elecciones de consejeros constitucionales de 2023
Con miras a las elecciones del Consejo Constitucional de 2023, el presidente Gabriel Boric hizo un llamado a los partidos que componen la Alianza de Gobierno a inscribir una lista única junto con la DC y otras organizaciones progresistas. Por su parte, el Partido por la Democracia sostuvo que para ampliar el universo de electores que respalden la opción oficialista había que presentar dos listas, una que represente al mundo de la izquierda (Apruebo Dignidad) y otra al espectro socialdemócrata (Socialismo Democrático), que también pudiese ser atractiva para los votantes más moderados.
En la noche del jueves 2 de febrero de 2023, el Partido Liberal anunció que buscará un pacto político con las fuerzas de Apruebo Dignidad, sin que eso signifique salir de la coalición Socialismo Democrático. Al día siguiente, el PS sustuvo una posición similar. El lunes 6 de febrero se confirmó en el Servel que la coalición Socialismo Democrático concurrirá en dos listas a las elecciones de consejeros constitucionales; el PS y el PL se integraron en la lista Unidad para Chile, que además está compuesta por los partidos de la coalición Apruebo Dignidad, y por su parte el PPD y el PR inscribieron la lista Todo por Chile junto al Partido Demócrata Cristiano.

### Precandidaturas presidenciales y tensiones internas (2024-2025)
De cara a las elecciones presidenciales de 2025, los partidos integrantes de la coalición propusieron participar en unas primarias conjuntas del oficialismo, propuesta que fue respaldada por el Frente Amplio y el Partido Comunista. Sin embargo, la decisión del Partido por la Democracia (PPD) y del Partido Socialista (PS) de presentar candidaturas presidenciales separadas generó tensiones internas. El PPD proclamó a Carolina Tohá como su precandidata, mientras que el PS se desmarcó de dicha nominación y propuso a Paulina Vodanovic.
A pesar de que ambas colectividades manifestaron su intención de participar en las primarias presidenciales del oficialismo, las diferencias llevaron a un distanciamiento explícito. El Partido Socialista y el Partido Radical declararon que la coalición Socialismo Democrático había dejado de existir como tal, indicando que la articulación entre partidos se realizaba ahora a través de la Alianza de Gobierno. En contraste, el PPD sostuvo que la coalición seguía vigente y que no se había producido una ruptura formal.
Ya previamente, en las elecciones regionales de 2024, se había observado un distanciamiento ideológico y un quiebre en las decisiones electorales dentro de la coalición. El Partido Liberal optó por no participar en conjunto con el Frente Amplio, el Partido Socialista y el Partido por la Democracia, anunciando en ese momento un pacto electoral con la Federación Regionalista Social Verde (FREVS), con quienes incluso evaluó realizar primarias presidenciales. Alianza que finalmente no se concretó a nivel de primarias.

### Candidatura presidencial deCarolina Toháen 2025

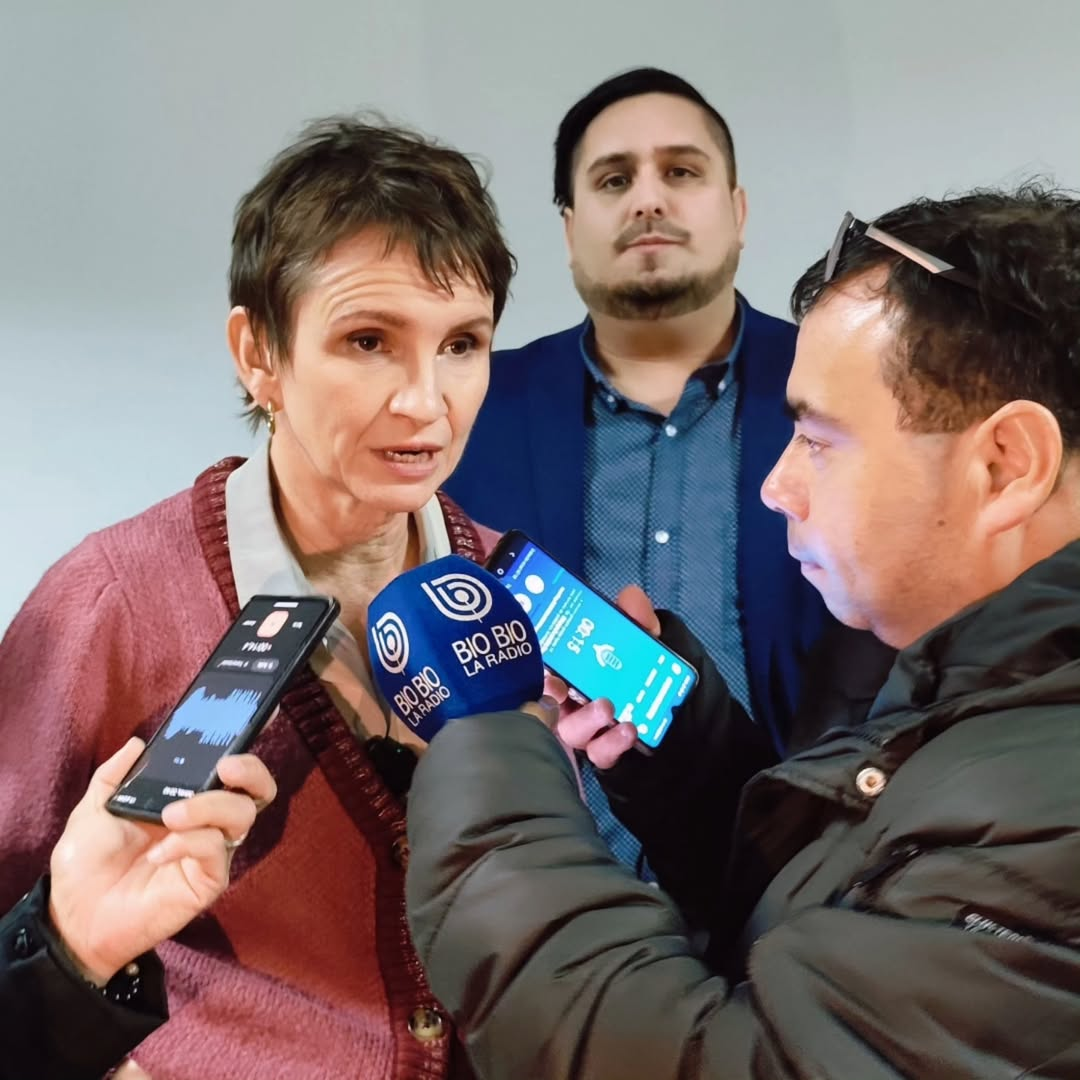
Carolina Tohá en el lanzamiento de su candidatura presidencial en Los Ángeles. Junto a Manuel Reddersen, dirigente local de la coalición Socialismo Democrático.

El 17 de abril de 2025 y ante la imposibilidad del Partido Liberal de concretar la inscripción de la precandidatura presidencial de Vlado Mirosevic, debido a que el partido no alcanzó el número de firmas requeridas para su constitución a nivel nacional, la colectividad decidió finalmente brindar su apoyo a la candidatura de Carolina Tohá (PPD) . El sábado 26 del mismo mes, el Partido Radical también oficializó su apoyo a la exministra del interior. Finalmente, el 28 de abril el Partido Socialista retira la candidatura de Paulina Vodanovic y al día siguiente su comité central proclama a Carolina Tohá como su candidata presidencial con miras a la elección presidencial de 2025.

### Derrota en elección primaria y apoyo a la candidatura presidencial deJeannette Jaraen 2025

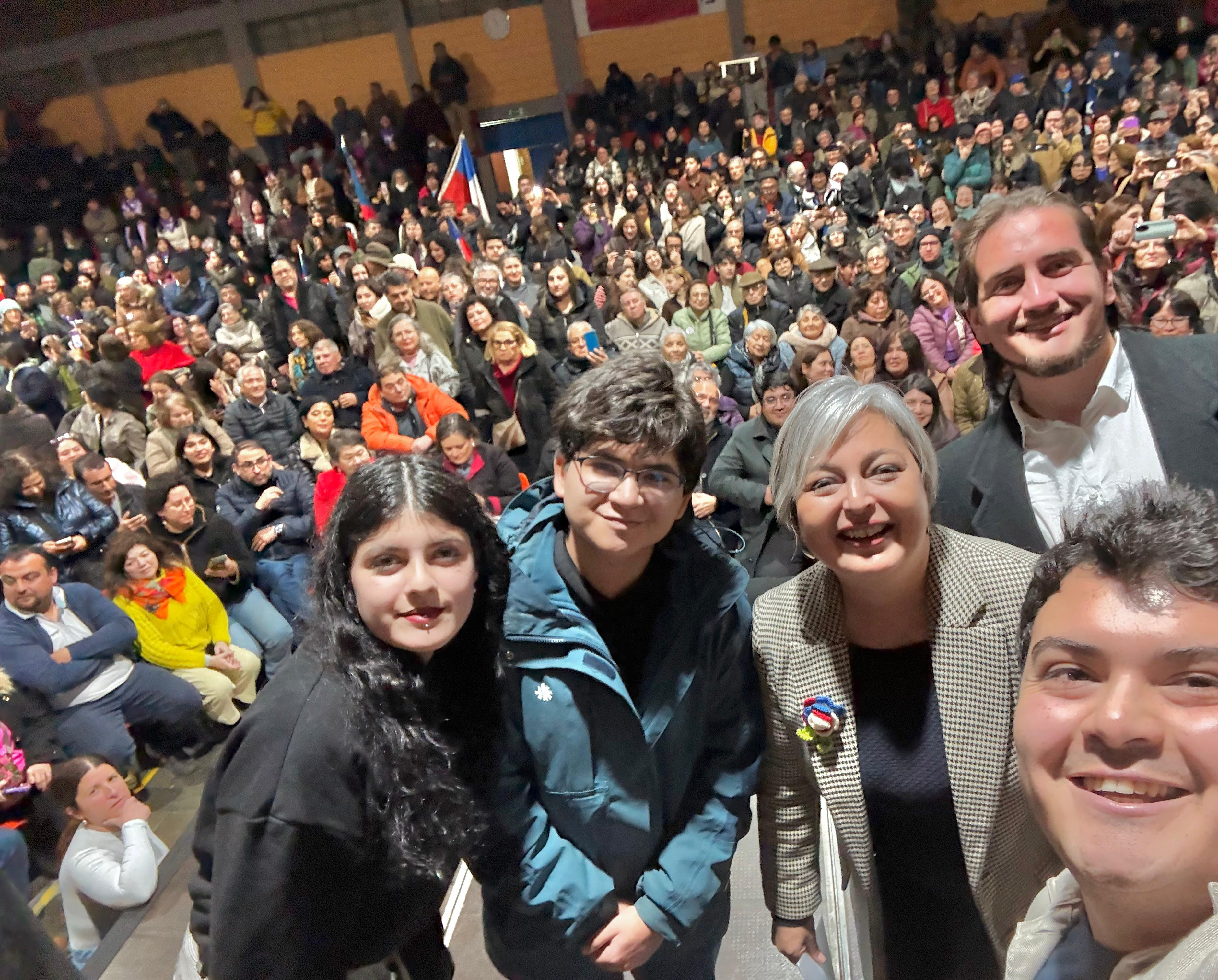
Jeannette Jara junto a Juventudes del Socialismo Democrático en su visita a Talcahuano.

En las elecciones primarias de la coalición Unidad por Chile, realizadas el 29 de junio de 2025, se impuso Jeannette Jara, candidata del Partido Comunista de Chile y Acción Humanista, con un 60,16 % de las preferencias. Esta superó por amplio margen a Carolina Tohá, representante del Socialismo Democrático, quien obtuvo un 28,07 % de los votos, en una contienda que contó con cuatro candidaturas.
El 1 de julio, los timoneles nacionales de Socialismo Democrático se reunieron con la candidata ganadora, integrándose oficialmente al trabajo de campaña de Jeannette Jara.

## Relaciones internacionales
El 22 de febrero de 2022, los líderes del bloque se trasladaron hasta Madrid, España, donde sostuvieron un encuentro político con el expresidente del gobierno José Luis Rodríguez Zapatero (PSOE). En marzo de ese mismo año la diputada de la Asamblea de Madrid y secretaria de Política Internacional del PSOE, Hanna Jalloul, visitó Chile y se reunió con los dirigentes de Socialismo Democrático.

## Composición
Los partidos y movimientos que conforman Socialismo Democrático son:
| Partido/Movimiento        | Presidente(a)     |
| ------------------------- | ----------------- |
| Partido Socialista        | Paulina Vodanovic |
| Partido por la Democracia | Jaime Quintana    |
| Partido Radical           | Leonardo Cubillos |
| Partido Liberal           | Juan Carlos Urzúa |